# Kuruçay, Tavşanlı
Kuruçay là một xã thuộc huyện Tavşanlı, tỉnh Kütahya, Thổ Nhĩ Kỳ. Dân số thời điểm năm 2008 là 2.117 người.